# Oceanodroma
Oceanodroma is een geslacht van vogels uit de familie stormvogeltjes (Hydrobatidae). De soorten in dit geslacht zijn volgens de IOC World Bird List opgegaan in het geslacht Hydrobates. In het World Register of Marine Species bevat het geslacht nog 14 soorten.